# IC 5360
IC 5360 — галактика типу NF (в процесі підтвердження) у сузір'ї Скульптор.
Цей об'єкт міститься в оригінальній редакції індексного каталогу.